# ВТСВС

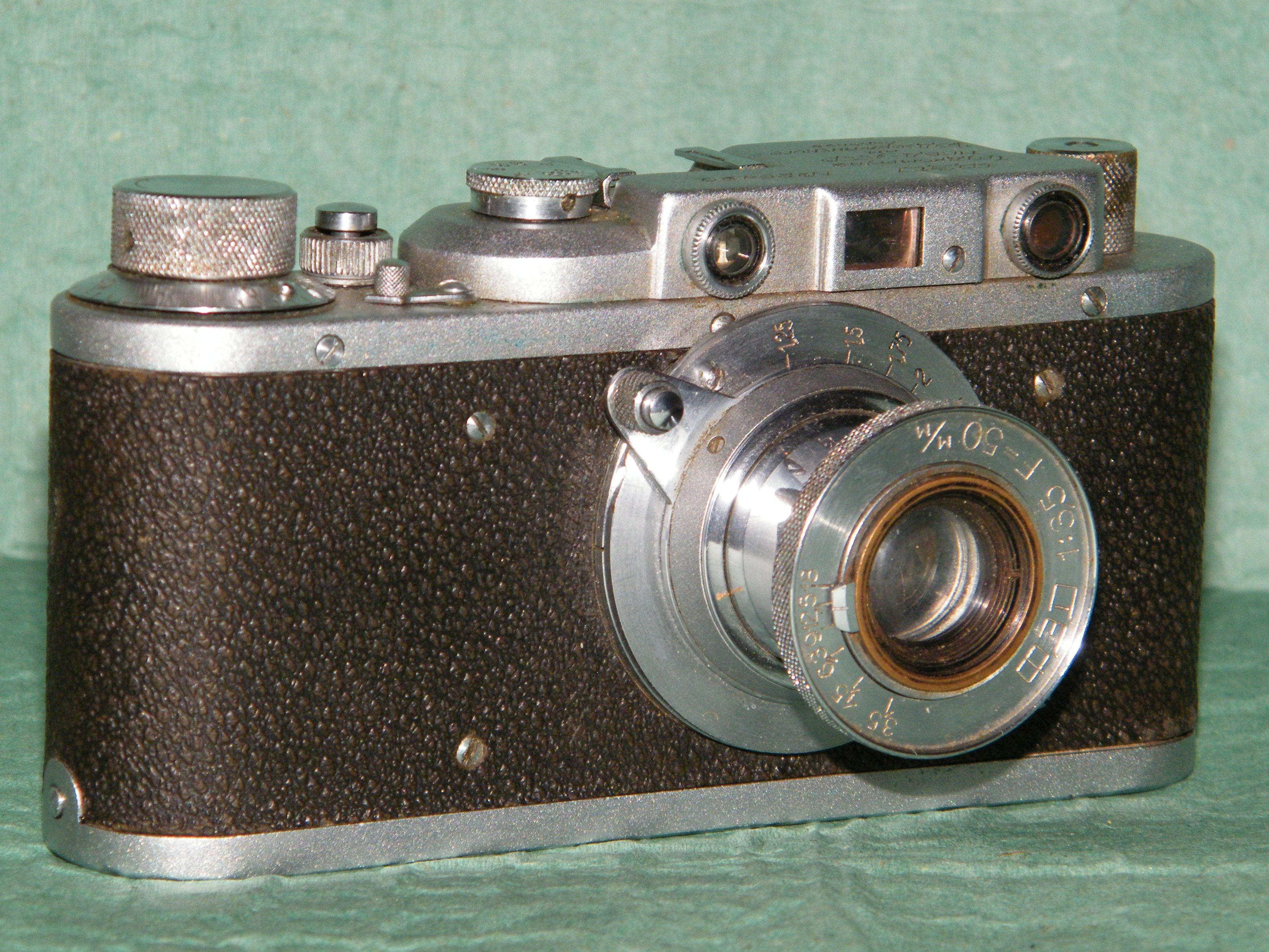
Фотоаппарат «ФЭД» (1930-е годы)

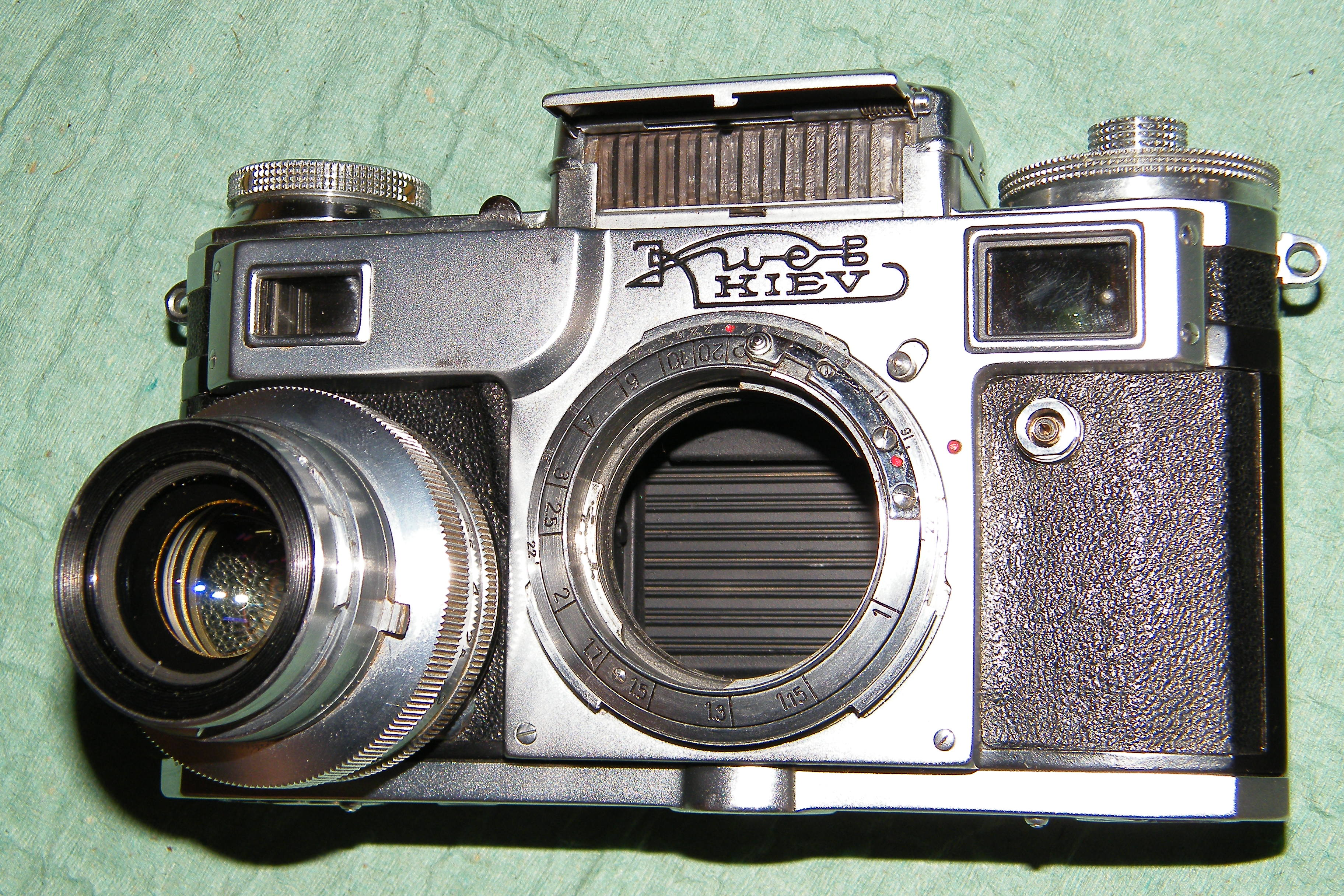
Фотоаппарат «Киев-4», крепление объективов — наружный и внутренний байонет Contax. Нормальный объектив «Юпитер-8» устанавливается на внутренний байонет.

«ВТСВС» («ТСВВС») — малоформатный дальномерный фотоаппарат, выпускавшийся в 1949—1950 году оборонной промышленностью Советского Союза.
Выпущен в количестве не более 1000 экземпляров, является объектом коллекционирования.

## История появления фотоаппарата
После Великой Отечественной войны техническая документация на довоенный фотоаппарат «ФЭД» (1934—1955) была передана с Харьковского машиностроительного завода на военный завод «Алмаз», занимающийся разработкой зенитных ракетных комплексов (ЗРК) и систем противовоздушной обороны (ПВО).
В кратчайшие сроки завод «Алмаз» приступил к малосерийному производству копии довоенного «ФЭДа». Основное отличие — вместо резьбового крепления объективов было применено байонетное крепление Contax, на камеру устанавливались трофейные объективы немецкой фирмы Carl Zeiss.
Камеры изготавливались на хорошем техническом уровне и были отделаны натуральной кожей (чёрного или голубого цвета).
На верхней панели была выгравирована эмблема Советской Армии — пятиконечная звезда с расположенными между лучами буквами ВТСВС.
Учитывая профиль предприятия, предполагается, что аббревиатура означает «Военно-топографическая служба Вооружённых сил». Предлагавшееся изначально и часто встречающееся до сих пор другое прочтение надписи как «ТСВВС» — «Топографическая служба Военно-воздушных сил» — критики не выдерживает по причине отсутствия подобной службы в структуре Военно-воздушных сил СССР.
Предполагается, что фотоаппараты предназначались для топографической съёмки местности.
Тем не менее, «элитные» по тем временам фотоаппараты в воинские части не попали, а использовались для награждения старшего и высшего командного состава Советской Армии.

## Технические характеристики
- Тип применяемого фотоматериала — 35-мм перфорированная фотокиноплёнка шириной 35 мм (фотоплёнка типа 135) в стандартных кассетах. Возможно применение специальных двухкорпусных кассет с расходящейся щелью.
- Размер кадра — 24×36 мм.
- Зарядка плёнкой — снизу (съёмная нижняя крышка).[4]
- Корпус — из алюминиевого сплава.
- Фотографический затвор — механический, с матерчатым шторками, с горизонтальным движением шторок.
- Совмещённый взвод затвора и перемотки плёнки. Установка выдержек возможна только при взведённом затворе. Вращающаяся головка выдержек.
- Выдержки затвора — 1/20, 1/30, 1/40, 1/60, 1/100, 1/200, 1/500 с и «B».
- Тип крепления объектива — внутренний байонет Contax. Применение сменных широкоугольных и длиннофокусных объективов невозможно.[5]
- Штатный объектив — «Carl Zeiss Sonnar» 2/50 или «Carl Zeiss Sonnar» 1,5/50 (реже).
- Видоискатель оптический, параллаксный, не совмещён с дальномером. База дальномера — 38 мм. Увеличение окуляра видоискателя — 0,44×, окуляра дальномера — 1×.
- На фотоаппарате установлено штативное гнездо с резьбой 3/8 дюйма.
- Синхроконтакт и автоспуск отсутствует.